# بكيل

بكيل قبيلة يمنية قديمة من قبائل همدان وكانوا أحد الأسر السبئية الحاكمة من منتصف القرن الأول ق.م وحتى قرابة المائة بعد الميلاد تعتبر هي وقبيلة حاشد أحد الفرعين الرئيسيين لقبائل همدان وزعامتهم اليوم بيد الشيخ سنان أبو لحوم  وهناك بيت «الشايف» من بكيل والذين بدورهم يسيطرون على قطاعات واسعة من الاتحاد. اعتنقت بكيل الإسلام في القرن السابع الميلادي وتنقسم القبيلة لأربع أقسام رئيسية هي أرحب ومرهبة ونهم وشاكر. هي أكثر القبائل اليمنية عدداً ودخل فيهم قبائل كثيرة فأصبحت الاتحاد القبلي الأكبر في اليمن  ولكنهم ليسوا بنفوذ حاشد ومردّ ذلك تعدد مشيختهم وعدم استقرارها في أسرة واحدة  وذكرت بعض المصادر أن أسراً وعوائل عديدة من حاشد وبكيل كانت تغير ولاءَها من فترة لأخرى وفق ما تقتضيه المصلحة السياسية  ذكرت المصادر البريطانية عام 1919 أن عدد مقاتلي بكيل في تلك الفترة يبلغ 50,000 مقاتل. 
بكيل هي القبيلة الأكبر في مدينة صنعاء ومحافظة صنعاء ومحافظة الجوف وتشكّل نصف سكان محافظة عمران.

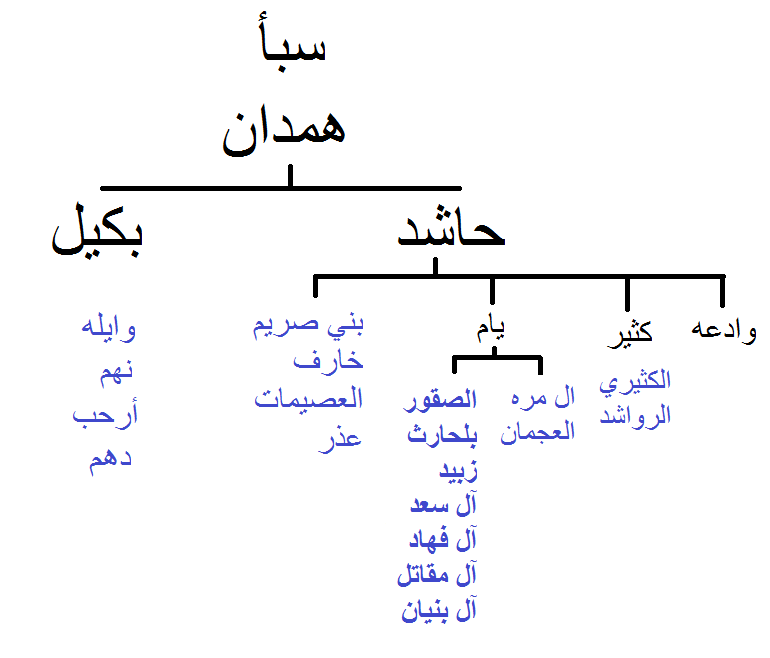
شجرة قبائل همدان

## التاريخ

### التاريخ القديم
أول كتابة عن بكيل تعود للقرن السادس قبل الميلاد أيام الملك السبئي يدعئيل بين ابن المكرب كربئيل وتر وجاء في النص أن زعيما قبلياً على بكيل شكر الآلهة على تحقيق مطالبه وختم الكتابة بالتيمن باسم الملك «يدعئيل بين» والنص الثاني المكتشف عنهم دون في القرن الثالث قبل الميلاد من شخص يدعى «رب أوم» ينتمي لقبيلة اسمها «دوس» ذكر أن قبيلة اسمها «مرثد» من بكيل وأن وُفق في معركة ما لم يذكر تفاصيلها كان أقيال حاشد وبكيل خلال هذه الفترة يلقبون أنفسهم بـ«ملوك سبأ» ومن المؤكد أن الملك السبئي خلال هذه الفترة بداية من القرن الرابع ق.م كان من همدان ولكن لا يُعرف من أي قبيلة على وجه التحديد  في أواخر القرن الثاني ق.م نشبت الحروب القبلية في مملكة سبأ وظهرت مملكة حمير واستقلت مملكة حضرموت ولم تكن همدان متحدة بل كان هناك نزاع بين الحيين حاشد وبكيل على الملك  بلغت بكيل أوجها خلال أيام الملك إيلي شرح يحضب الذي خاض معارك عديدة لإخماد التمردات المختلفة وكان الحِميَّريين أبرز أعداء همدان ولكنه خرج من معاركه منتصراً وتوفي عام 20 ق.م.
واستمرت بكيل بحكم سبأ خلال هذه الفترة المضطربة التي استمرت لأكثر من قرن ونصف إلى أن انتصر الحِميَّريين عام 100 بعد الميلاد بقيادة ذمار علي يهبر الأول  وسيطر الحِميَّريون على صنعاء التي كانت أقوى مراكز بكيل ومدينتهم التاريخ اليمني القديم لا يزال غامضا بشكل عام رغم الاكتشافات الحديثة من قبل علماء الآثار ولكن الكثير لا زال مشوشا ومربك للفهم وترتيب الملوك والتواريخ لا زال معضلة تواجه علماء الآثار ولكن ما من شك أن بكيل من أقدم القبائل اليمنية التي لا زالت موجودة إلى اليوم.

### التاريخ الوسيط
اعتنقت بكيل الإسلام في القرن السابع الميلادي هي وسائر قبائل همدان بعد قدوم علي بن أبي طالب وشاركوا في الفتوحات الإسلامية ولا تفصّل المصادر الإسلامية بشأنهم كثيرا فتكتفي بذكر الهمداني وهو ما يصعّب تفريق أبناء الحيين حاشد وبكيل في كتب الإخباريين ولكن من أعلام بكيل البارزين كان يزيد بن قيس الأرحبي وحبشي بن قيس النهمي وحنظلة بن أسعد الشبامي وجل همدان كان مواليا لعلي بن أبي طالب ولابنيه الحسن والحسين في كل المعارك في صفين والجمل ومعركة كربلاء